# NGC 2743
NGC 2743 je galaksija u zviježđu Raku.

## Vanjske poveznice
- SEDS: NGC 2743